# Камосин-ди-Сан-Фелис
Камосин-ди-Сан-Фелис (порт. Camocim de São Félix) — муниципалитет в Бразилии, входит в штат Пернамбуку. Составная часть мезорегиона Сельскохозяйственный район штата Пернамбуку. Входит в экономико-статистический микрорегион Брежу-Пернамбукану. Население составляет 15 982 человека на 2007 год. Занимает площадь 54 км². Плотность населения — 294 чел./км².
Праздник города — 29 декабря. 

## История
Город основан в 1893 году.

## Статистика
- Валовой внутренний продукт на 2005 год составляет 47 316 000 реалов (данные: Бразильский институт географии и статистики).
- Валовой внутренний продукт на душу населения на 2005 год составляет 2972 реала (данные: Бразильский институт географии и статистики).
- Индекс развития человеческого потенциала на 2000 год составляет 0.626 (данные: Программа развития ООН).

## География
Климат местности: тропический.